# Walter Lantzsch
Walter Lantzsch (* 15. Mai 1888 in Taylor, Texas; † 30. Dezember 1952 in München) war ein deutscher Schauspieler.

## Leben
Walter Lantzsch spielte ab 1915 an den Münchner Kammerspielen und am Volkstheater München. So war er 1938 an den Kammerspielen in Peer Gynt und ebenda 1950 in Viel Lärm um nichts zu sehen. Daneben übernahm er mehrere Filmrollen. Er ist auf dem Münchner Westfriedhof bestattet.

## Filmografie
- 1924: Die Tragödie der Entehrten
- 1924: Mädchen, die man nicht heiratet
- 1926: Die Fürstin der Riviera
- 1932: Nacht der Versuchung
- 1932: Fürst Seppl
- 1933: Ein Kuß in der Sommernacht
- 1934: Das Erbe in Pretoria
- 1934: Mit dir durch dick und dünn
- 1934: Bei der blonden Kathrein
- 1934: Liebe dumme Mama
- 1935: Der Schlafwagenkontrolleur
- 1935: Der Kampf mit dem Drachen
- 1935: Ein ganzer Kerl
- 1937: IA in Oberbayern
- 1939: Gold in New Frisco
- 1941: Venus vor Gericht
- 1941: Alarmstufe V
- 1942: Die See ruft
- 1943: Der unendliche Weg
- 1949: Ich mach dich glücklich
- 1950: Alles für die Firma